# Danh sách cầu thủ tham dự giải vô địch bóng đá U-20 Nam Mỹ 2007
Đây là danh sách các đội hình tham dự Giải vô địch bóng đá trẻ Nam Mỹ 2007 ở Paraguay.

## Argentina
Huấn luyện viên: Hugo Tocalli 
| #  | Name                     | Pos | DOB        | Club               |
| -- | ------------------------ | --- | ---------- | ------------------ |
| 1  | Sergio Romero            | GK  | 22-07-1987 | Racing Club        |
| 2  | Federico Fazio           | DF  | 17-03-1987 | Ferro Carril Oeste |
| 3  | Emiliano Insúa           | DF  | 07-01-1989 | Boca Juniors       |
| 4  | Miguel Ángel Torren      | DF  | 12-08-1988 | Newell's Old Boys  |
| 5  | Claudio Yacob            | MF  | 18-07-1987 | Racing Club        |
| 6  | Matías Cahais            | DF  | 24-12-1987 | Boca Juniors       |
| 7  | Matías Sánchez           | MF  | 10-08-1987 | Racing Club        |
| 8  | Éver Banega              | MF  | 29-06-1988 | Boca Juniors       |
| 9  | Gonzalo Abán             | FW  | 11-06-1987 | Argentinos Juniors |
| 10 | Maximiliano Moralez      | MF  | 27-02-1987 | Racing Club        |
| 11 | Pablo Mouche             | FW  | 11-10-1987 | Boca Juniors       |
| 12 | Bruno Centeno            | GK  | 08-08-1988 | San Lorenzo        |
| 13 | Gonzalo Sebastián García | FW  | 06-02-1987 | Racing Club        |
| 14 | Gabriel Mercado          | DF  | 18-03-1987 | Racing Club        |
| 15 | Leonardo Morales         | MF  | 23-01-1987 | Estudiantes        |
| 16 | Franco Di Santo          | FW  | 07-04-1989 | Audax Italiano     |
| 17 | Alejandro Gómez          | MF  | 15-02-1988 | Arsenal de Sarandí |
| 18 | Víctor Ismael Sosa       | FW  | 18-01-1987 | Independiente      |
| 19 | Ángel Di María           | MF  | 14-02-1988 | Rosario Central    |
| 20 | Lautaro Acosta           | FW  | 14-03-1988 | Lanús              |

## Bolivia
Huấn luyện viên: Oscar Villegas 
| #  | Name                      | Pos | DOB        | Club               |
| -- | ------------------------- | --- | ---------- | ------------------ |
| 1  | Carlos Lampe              | GK  | 17-03-1987 | Universitario      |
| 2  | Gabriel Aguilar           | DF  | 15-03-1987 | Oriente Petrolero  |
| 3  | Diego Marcelo Blanco      | DF  | 01-03-1988 | Aurora             |
| 4  | Carlos Tordoya            | DF  | 31-07-1987 | Arsenal de Sarandí |
| 5  | Omar Jesús Morales        | DF  | 18-01-1988 | Unión Central      |
| 6  | Gonzalo Vaca              | MF  | 06-08-1987 | Norte Integrado    |
| 7  | Ricardo Verduguez         | DF  | 28-07-1989 | Blooming           |
| 8  | Erland Urgel              | MF  | 17-03-1987 | Oriente Petrolero  |
| 9  | Gustavo Pinedo            | FW  | 18-02-1988 | Cádiz CF           |
| 10 | Jhasmani Campos           | MF  | 10-05-1988 | Oriente Petrolero  |
| 11 | Gastón Mealla             | FW  | 03-09-1988 | Unión Central      |
| 12 | José Feliciano Peñarietta | GK  | 18-11-1988 | Guabirá            |
| 13 | Marvin Bejarano           | DF  | 06-03-1988 | Unión Central      |
| 14 | Eduardo Fierro            | DF  | 15-08-1987 | Blooming           |
| 15 | Ariel Juárez              | DF  | 26-03-1988 | Bolívar            |
| 16 | Diego Vejarano            | FW  | 02-01-1988 | Universitario      |
| 17 | Didí Torrico              | MF  | 18-05-1988 | La Paz F.C.        |
| 18 | Ricardo Pedriel           | FW  | 19-01-1987 | Jorge Wilstermann  |
| 19 | Jammar Roca               | MF  | 11-05-1988 | Vaca Diez          |
| 20 | Raúl González             | FW  | 08-04-1988 | Blooming           |

## Brasil
Huấn luyện viên: Nélson Rodrigues
| #  | Name             | Pos | DOB        | Club                |
| -- | ---------------- | --- | ---------- | ------------------- |
| 1  | Muriel           | GK  | 14-02-1987 | Internacional       |
| 2  | Amaral           | DF  | 05-09-1987 | Palmeiras           |
| 3  | Anderson         | DF  | 10-03-1987 | Fluminense          |
| 4  | Thiago Heleno    | DF  | 17-09-1988 | Cruzeiro            |
| 5  | Roberto          | MF  | 24-04-1988 | Atlético Paranaense |
| 6  | Carlinhos        | DF  | 23-01-1987 | Santos              |
| 7  | Leandro Lima     | MF  | 19-12-1987 | São Caetano         |
| 8  | Lucas Leiva      | MF  | 09-01-1987 | Grêmio              |
| 9  | Fabiano Oliveira | FW  | 06-03-1987 | Flamengo            |
| 10 | Willian          | MF  | 09-08-1988 | Corinthians         |
| 11 | Alexandre Pato   | FW  | 02-09-1989 | Internacional       |
| 12 | Cássio           | GK  | 06-06-1987 | Grêmio              |
| 13 | Fagner           | DF  | 11-06-1989 | Corinthians         |
| 14 | David Braz       | DF  | 21-05-1987 | Palmeiras           |
| 15 | Eliezio          | DF  | 31-03-1987 | Cruzeiro            |
| 16 | Luiz Adriano     | FW  | 12-04-1987 | Internacional       |
| 17 | Fernando Reges   | MF  | 25-07-1987 | Vila Nova           |
| 18 | Tchô             | MF  | 21-04-1987 | Atlético Mineiro    |
| 19 | Edgar            | FW  | 03-02-1987 | São Paulo           |
| 20 | Danilinho        | FW  | 11-03-1987 | Atlético Mineiro    |

## Chile
Huấn luyện viên: José Sulantay 
| #  | Name                 | Pos | DOB        | Club                 |
| -- | -------------------- | --- | ---------- | -------------------- |
| 1  | Christopher Toselli  | GK  | 15-06-1988 | Universidad Católica |
| 2  | Cristián Suárez      | DF  | 06-02-1987 | Unión San Felipe     |
| 3  | Mauricio Isla        | DF  | 12-06-1988 | Universidad Católica |
| 4  | Roberto Figueroa     | DF  | 14-02-1987 | Coquimbo Unido       |
| 5  | Nicolás Larrondo     | DF  | 04-10-1987 | Universidad de Chile |
| 6  | Gary Medel           | MF  | 03-08-1987 | Universidad Católica |
| 7  | Hans Martínez        | DF  | 04-01-1987 | Universidad Católica |
| 8  | Dagoberto Currimilla | MF  | 26-12-1987 | Huachipato           |
| 9  | Nicolás Medina       | FW  | 28-03-1987 | Universidad de Chile |
| 10 | Juan Pablo Arenas    | MF  | 22-04-1987 | Colo-Colo            |
| 11 | Jaime Grondona       | FW  | 15-04-1987 | Santiago Wanderers   |
| 12 | Richard Leyton       | GK  | 25-01-1987 | Colo-Colo            |
| 13 | Christian Sepúlveda  | DF  | 23-05-1987 | Unión Española       |
| 14 | Arturo Vidal         | MF  | 22-05-1987 | Colo-Colo            |
| 15 | Carlos Carmona       | MF  | 21-02-1987 | Coquimbo Unido       |
| 16 | Jean Paul Pineda     | MF  | 18-08-1987 | Palestino            |
| 17 | Alexis Sánchez       | FW  | 19-12-1988 | Colo-Colo            |
| 18 | Mathías Vidangossy   | FW  | 25-05-1987 | Unión Española       |
| 19 | Felipe Flores        | FW  | 09-01-1987 | Colo-Colo            |
| 20 | Eric Godoy           | DF  | 26-03-1987 | Santiago Wanderers   |

## Colombia
Huấn luyện viên: Eduardo Lara 
| #  | Name                   | Pos | DOB        | Club                   |
| -- | ---------------------- | --- | ---------- | ---------------------- |
| 1  | David Ospina           | GK  | 31-08-1988 | Atlético Nacional      |
| 2  | Andrés Felipe Gallego  | DF  | 26-11-1988 | Boca Juniors           |
| 3  | Jairo Palomino         | DF  | 02-08-1988 | Envigado               |
| 4  | Gilberto García        | MF  | 27-01-1987 | Deportes Tolima        |
| 5  | Jimmy Bermúdez         | DF  | 16-12-1987 | Bucaramanga            |
| 6  | Alejandro Bernal       | MF  | 03-06-1988 | Deportivo Cali         |
| 7  | Darwin Quintero        | DF  | 19-09-1987 | Deportes Tolima        |
| 8  | Jarol Martínez         | MF  | 22-03-1987 | Atlético Nacional      |
| 9  | Sherman Cárdenas       | FW  | 07-08-1989 | Bucaramanga            |
| 10 | Juan Pablo Pino        | FW  | 30-03-1987 | Independiente Medellín |
| 11 | Juan Alejandro Mahecha | MF  | 22-07-1987 | Chicó F.C.             |
| 12 | Libis Arenas           | GK  | 12-05-1987 | Envigado               |
| 13 | Andrés Felipe Arboleda | MF  | 13-04-1987 | América de Cali        |
| 14 | Henry Rojas            | DF  | 27-07-1987 | Atlético Nacional      |
| 15 | Javier Reina           | MF  | 04-01-1989 | América de Cali        |
| 16 | Eisner Iván Loboa      | DF  | 17-05-1987 | Deportivo Cali         |
| 17 | Edwin Chalar           | FW  | 21-04-1987 | Envigado               |
| 18 | Gustavo Rojas          | DF  | 06-02-1988 | Millonarios            |
| 19 | Andrés Felipe Ortiz    | DF  | 20-03-1987 | Independiente Medellín |
| 20 | John Jairo Mosquera    | FW  | 15-01-1988 | Wacker Burghausen      |

## Ecuador
Huấn luyện viên: Iván Romero 
| #  | Name                      | Pos | DOB        | Club           |
| -- | ------------------------- | --- | ---------- | -------------- |
| 1  | Alexander Domínguez       | GK  | 05-06-1987 | LDU Quito      |
| 2  | Jorge Antonio Majao       | DF  | 21-01-1988 | Manta FC       |
| 3  | Diego Rodríguez           | DF  | 24-10-1987 | El Nacional    |
| 4  | Christian Paúl Balseca    | DF  | 24-07-1987 | LDU Quito      |
| 5  | Flavio David Caicedo      | MF  | 29-02-1988 | El Nacional    |
| 6  | Carlos Alberto Castro     | DF  | 07-02-1988 | Olmeda         |
| 7  | Víctor Estupiñán          | FW  | 05-03-1988 | LDU Quito      |
| 8  | Michael Arroyo            | MF  | 23-04-1987 | Emelec         |
| 9  | Felipe Caicedo            | FW  | 05-09-1988 | FC Basel       |
| 10 | Miguel Ángel Cortez       | MF  | 21-01-1988 | Emelec         |
| 11 | Jaime Ayoví               | FW  | 21-02-1988 | Emelec         |
| 12 | Manuel Alberto Mendoza    | GK  | 19-01-1989 | LDU Portoviejo |
| 13 | Jefferson Stalin Villacís | FW  | 03-09-1988 | El Nacional    |
| 14 | César Moreira             | MF  | 22-07-1987 | Manta FC       |
| 15 | Fernando Guerrero         | MF  | 31-07-1989 | Real Madrid    |
| 16 | Gilbert Quiñónez          | DF  | 31-08-1987 | Barcelona SC   |
| 17 | Carlos Andrés Rodríguez   | MF  | 09-10-1988 | Emelec         |
| 18 | Mike Rodríguez            | MF  | 20-04-1989 | Barcelona SC   |
| 19 | Jonathan Troya            | DF  | 01-06-1987 | Emelec         |
| 20 | Víctor Valarezo           | DF  | 17-05-1988 | El Nacional    |

## Paraguay
Huấn luyện viên: Ernesto Mastrángelo 
| #  | Name                     | Pos | DOB        | Club             |
| -- | ------------------------ | --- | ---------- | ---------------- |
| 1  | Roberto Junior Fernández | GK  | 29-03-1988 | Cerro Porteño    |
| 2  | Gustavo Noguera          | DF  | 07-11-1987 | Libertad         |
| 3  | Richard Salinas          | DF  | 13-07-1987 | 12 de Octubre    |
| 4  | Pablo César Aguilar      | DF  | 06-02-1988 | Sportivo Luqueño |
| 5  | Juan Romero              | MF  | 13-07-1987 | Sportivo Luqueño |
| 6  | Nery Bareiro             | DF  | 03-03-1988 | Libertad         |
| 7  | Julián Benítez           | FW  | 06-06-1987 | Guaraní          |
| 8  | Luis Enrique Cáceres     | MF  | 16-04-1988 | CS Colombia      |
| 9  | Carlos Javier Acuña      | FW  | 23-06-1988 | Cádiz            |
| 10 | Marcelo Estigarribia     | MF  | 21-09-1987 | Cerro Porteño    |
| 11 | Pablo Velázquez          | MF  | 12-03-1987 | Libertad         |
| 12 | Blas Hermosilla          | GK  | 03-02-1987 | Olimpia          |
| 13 | Jorge Escobar            | FW  | 05-03-1987 | Sportivo Luqueño |
| 14 | Nelson Amarilla          | DF  | 20-07-1987 | Guaraní          |
| 15 | Osmar Molinas            | MF  | 03-05-1987 | Olimpia          |
| 16 | Jorge González           | MF  | 25-03-1988 | Libertad         |
| 17 | Ángel Enciso             | MF  | 10-09-1987 | 12 de Octubre    |
| 18 | Cristian Bogado          | MF  | 17-01-1987 | Nacional         |
| 19 | Edgar Benítez            | FW  | 08-11-1987 | Libertad         |
| 20 | José Montiel             | MF  | 19-03-1988 | Udinese          |

## Peru
Huấn luyện viên: José Luis Pavoni
| #  | Name                   | Pos | DOB        | Club                        |
| -- | ---------------------- | --- | ---------- | --------------------------- |
| 1  | Daniel Reyes           | GK  | 12-12-1987 | Alianza Lima                |
| 2  | Cristian Ramos         | DF  | 04-11-1988 | Sporting Cristal            |
| 3  | Jaime Huerta           | DF  | 08-08-1987 | Alianza Lima                |
| 4  | Christian Laura        | DF  | 13-02-1988 | Sporting Cristal            |
| 5  | Kerwin Peixoto         | MF  | 21-02-1988 | Alianza Lima                |
| 6  | Gianfranco Espejo      | DF  | 04-03-1988 | Sporting Cristal            |
| 7  | José Mesarina          | MF  | 15-11-1988 | Alianza Lima                |
| 8  | Nelinho Quina          | MF  | 11-05-1987 | Sporting Cristal            |
| 9  | Orlando Allende        | FW  | 09-01-1988 | Sporting Cristal            |
| 10 | Carlos Elías           | MF  | 23-03-1988 | Alianza Lima                |
| 11 | Juan Quiñónez          | FW  | 14-06-1987 | Sport Boys                  |
| 12 | Gianfranco Castellanos | GK  | 08-04-1988 | Sporting Cristal            |
| 13 | Carlos Zambrano        | DF  | 10-07-1989 | Schalke 04                  |
| 14 | Jesús Rey              | DF  | 09-02-1988 | Universitario               |
| 15 | Miguel Cárdenas        | MF  | 31-05-1988 | Alianza Lima                |
| 16 | Carlos Flores Córdova  | FW  | 09-05-1988 | Alianza Lima                |
| 17 | Damián Ismodes         | MF  | 10-03-1989 | Sporting Cristal            |
| 18 | Jeickson Reyes         | FW  | 09-10-1987 | Alianza Lima                |
| 19 | Josepmir Ballón        | MF  | 21-03-1988 | Academia Deportiva Cantolao |
| 20 | Enzo Castillo          | FW  | 09-01-1987 | Sporting Cristal            |

## Uruguay
Huấn luyện viên: Gustavo Ferrín 
| #  | Name                      | Pos | DOB        | Club          |
| -- | ------------------------- | --- | ---------- | ------------- |
| 1  | Jonatan Irazzábal         | GK  | 12-02-1988 | Defensor      |
| 2  | Gary Kagelmacher          | DF  | 21-04-1988 | Danubio       |
| 3  | Martín Cáceres            | DF  | 07-04-1987 | Villarreal FC |
| 4  | Martín Díaz               | DF  | 17-03-1988 | Defensor      |
| 5  | Marcel Román              | MF  | 07-02-1988 | Danubio       |
| 6  | Alejandro Damian González | DF  | 23-03-1988 | Peñarol       |
| 7  | Mathías Cardaccio         | MF  | 02-10-1987 | Nacional      |
| 8  | Damián Suárez             | MF  | 27-04-1988 | Defensor      |
| 9  | Edinson Cavani            | FW  | 14-02-1987 | Danubio       |
| 10 | Gerardo Vonder Putten     | MF  | 28-02-1988 | Danubio       |
| 11 | Elías Ricardo Figueroa    | FW  | 26-01-1988 | Liverpool     |
| 12 | Yai Fontes                | GK  | 22-04-1988 | Wanderers     |
| 13 | Juan Manuel Díaz          | DF  | 28-10-1987 | Liverpool     |
| 14 | Diego Arismendi           | MF  | 25-01-1988 | Nacional      |
| 15 | Cristian Paz              | MF  | 28-01-1988 | Nacional      |
| 16 | Maximiliano Lombardi      | MF  | 11-05-1987 | Progreso      |
| 17 | Juan Surraco              | FW  | 14-08-1987 | Udinese       |
| 18 | Enzo Scorza               | FW  | 01-03-1988 | Danubio       |
| 19 | Federico Laens            | FW  | 14-01-1988 | Nacional      |
| 20 | Leandro Silva             | FW  | 13-03-1987 | River Plate   |

## Venezuela
Huấn luyện viên: Nelson Carrero 
| #  | Name                  | Pos | DOB        | Club               |
| -- | --------------------- | --- | ---------- | ------------------ |
| 1  | Tito Rojas            | GK  | 11-10-1987 | Estudiantes        |
| 2  | Roberto Rosales       | DF  | 20-11-1988 | Caracas            |
| 3  | Jesús Yegüez          | DF  | 16-09-1987 | Anzoátegui         |
| 4  | Daniel Benítez        | DF  | 23-09-1987 | Deportivo Táchira  |
| 5  | Luis Vargas           | MF  | 08-01-1988 | Trujillanos        |
| 6  | Frank Peidrahita      | MF  | 15-05-1988 | UA Maracaibo       |
| 7  | César González        | FW  | 21-06-1990 | Mineros de Guayana |
| 8  | Tomás Rincón          | MF  | 13-01-1988 | UA Maracaibo       |
| 9  | Irwin Antón           | FW  | 10-01-1988 | Caracas            |
| 10 | Guillermo Banquez     | MF  | 24-02-1989 | Caracas            |
| 11 | Anderson Arias        | FW  | 20-04-1987 | Deportivo Táchira  |
| 12 | Edgar Pérez           | GK  | 30-01-1987 | Unión Lara         |
| 13 | Francisco Chávez      | DF  | 14-02-1987 | Trujillanos        |
| 14 | Luiyi Erazo           | DF  | 13-06-1988 | Aragua             |
| 15 | Wilkinson Rivas       | MF  | 23-01-1987 | Caracas            |
| 16 | Edgar Eduardo Pico    | DF  | 18-04-1987 | UA Maracaibo       |
| 17 | Juan Francisco Guerra | MF  | 16-02-1987 | Florida University |
| 18 | Luigi García          | MF  | 02-03-1988 | Zamora FC          |
| 19 | Javier González       | DF  | 26-02-1988 | St Francis College |
| 20 | William Francisco     | MF  | 12-04-1987 | Caracas            |

Bản mẫu:Giải vô địch bóng đá trẻ Nam Mỹ